# Schwedische Handelskammer

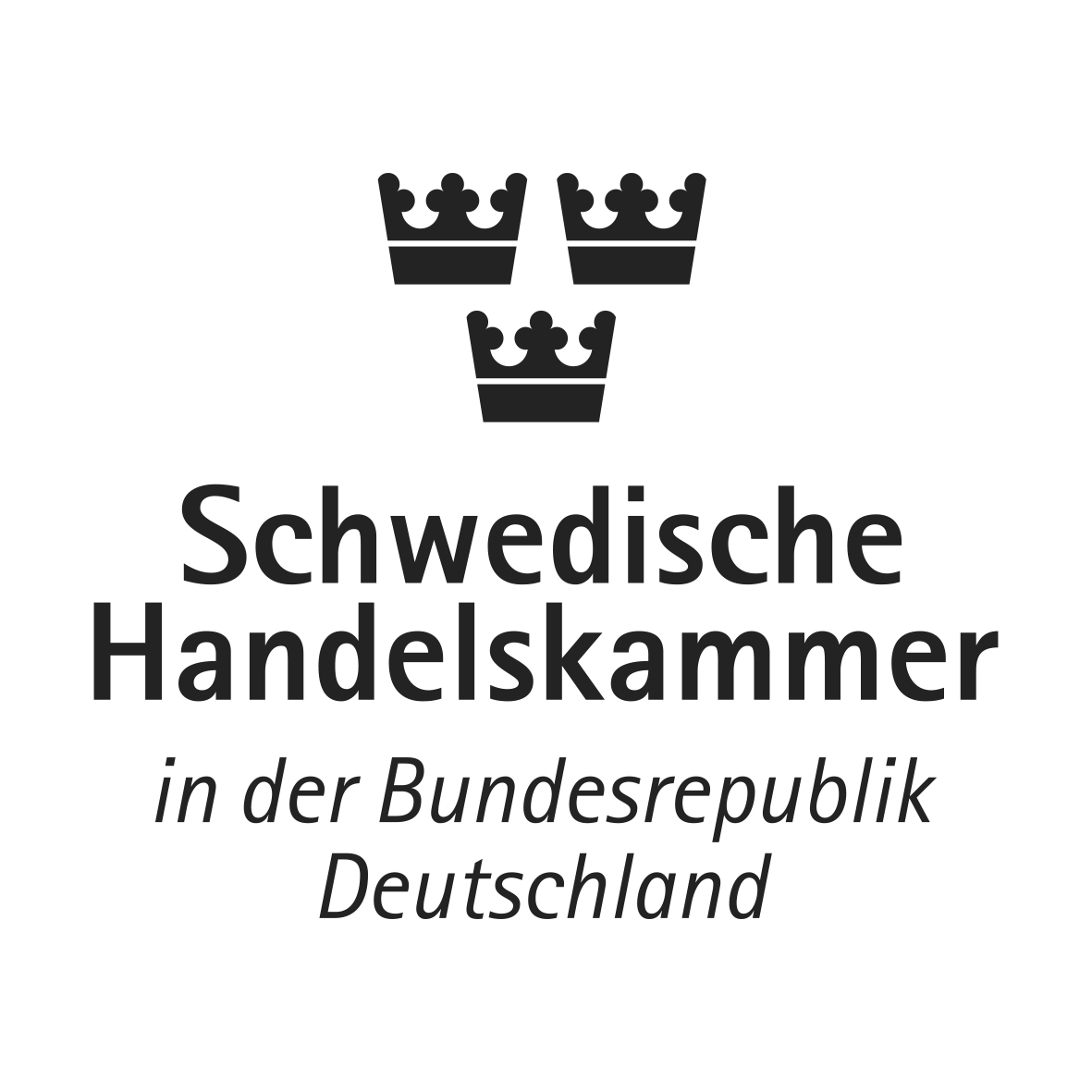
Das Logo von der Schwedischen Handelskammer in der Bundesrepublik Deutschland

Die Schwedische Handelskammer (SHK) ist ein im deutschen Vereinsregister eingetragener Verein, der sich als Zusammenschluss und Interessenvertretung der schwedischen Wirtschaft in Deutschland versteht. Die SHK ist nicht zu verwechseln mit der Deutsch-Schwedischen Handelskammer in Stockholm.

## Tätigkeitsfeld
Die Schwedische Handelskammer in der Bundesrepublik Deutschland wurde im Jahre 1959 in Düsseldorf gegründet, um die wirtschaftlichen Beziehungen zwischen Schweden und Deutschland weiterzuentwickeln. Bis heute ist sie ein zentraler Verein, bei dem sich Unternehmen und Einzelpersonen, die sich für schwedische und deutsch-schwedische Wirtschaftsbeziehungen interessieren, austauschen und Kontakte knüpfen können. Die Geschäftsstelle befindet sich in Düsseldorf.
Die Hauptaufgaben der Schwedischen Handelskammer liegen in der Planung und Ausrichtung von Veranstaltungen für Mitglieder und Interessenten. Ziel ist es unter anderem, das interkulturelle Wissen zu steigern.
Die Veranstaltungen lassen sich in nationale und regionale Veranstaltungen untergliedern. Die nationalen Veranstaltungen, wie z. B. die Jahresmitgliederversammlung oder die Verleihung des Schwedischen Unternehmenspreises, werden von der SHK selbst arrangiert. Die regionalen Veranstaltungen werden von ehrenamtlichen Mitgliedern vor Ort in Baden-Württemberg (Stuttgart), Bayern (München), Berlin, Rhein-Ruhr (Düsseldorf), Rhein-Main (Frankfurt) und Hamburg arrangiert. Die Handelskammer bietet außerdem konkrete Hilfe und Dienstleistungen an, um die schwedischen Firmen in Deutschland optimal zu integrieren.

## Mitgliedschaft
Die SHK teilt ihre Mitglieder in drei Kategorien ein:
- Ordentliches Mitglied (Unternehmen mit mehr als fünf Mitarbeitern und einen Konzernjahresumsatz von mehr als 2,5 Millionen Euro in Deutschland)
- Persönliche Mitgliedschaft (Privatpersonen)
- Junior Chamber Club (Privatpersonen, die unter 40 Jahre alt sind)

Dabei sind alle Mitarbeiter eines Mitgliedsunternehmens automatisch auch Mitglieder. Zu den Fördermitgliedern der Kammer gehören Vattenfall, IKEA Deutschland GmbH, Sandvik Holding GmbH, SEB AB FRANKFURT BRANCH, Handelsbanken, Securitas Deutschland Holding GmbH & Co. KG, Kinnarps GmbH.

### Junior Chamber Club
Der Junior Chamber Club (JCC) ist „das Netzwerk im Netzwerk“ der Schwedischen Handelskammer in Deutschland. Hier treffen sich junge Privatpersonen mit einer Vorliebe für Schweden und einem Interesse für Kontakte und Themen der deutsch-schwedischen Wirtschaft, unabhängig ihrer Nationalität und Beschäftigung.
Mitglieder des JCC sind gleichzeitig vollwertiges Mitglied der SHK. Ursprünglich wurde der JCC nach einem Vorbild aus London gegründet. Die Gründer kamen im November 2001 in Frankfurt am Main zusammen und etablierten den JCC in Deutschland. Heute verfügt der JCC über rund 200 Mitglieder in Deutschland.
Im Laufe der Zeit haben Mitglieder des Clubs in insgesamt fünf Städten Komitees aufgebaut, die ehrenamtlich vor Ort das Programm organisieren. Der JCC bietet jungen Menschen zahlreiche Events, Vorträge und Führungen, schwedische Traditionen und Kontaktflächen. Aktive Komitees existieren in Berlin, Düsseldorf/Köln, Frankfurt am Main, Hamburg und München. Engagierte und interessierte JCC-Mitglieder haben darüber hinaus die Möglichkeit, an einem Mentorenprogramm teilzunehmen.
Der Junior Chamber Club ist ebenfalls im Vorstand der Schwedischen Handelskammer vertreten. Elin Keim vom Münchner JCC-Komitee ist amtierende Repräsentantin in Vorstand und Präsidium der SHK.

### Vorstand und Präsidium
Der Vorstand der SHK besteht aus 19 Vorstandsmitgliedern. Eine Mandatsperiode beträgt zwei Jahre. Die Hälfte des Vorstands wird jedes Jahr neu gewählt. Das Präsidium der SHK besteht aus einem Präsidenten, zwei Vizepräsidenten und drei Präsidiumsmitgliedern. Die sechs Präsidiumsmitglieder übernehmen jeweils ein Aufgabenfeld aus den Kategorien Ökonomie, Strategie, Mitgliedsangebot, Kommunikation, Events und Regionalgruppen sowie Mitgliederakquise.

### Schirmherrschaft
Seit 2015 ist die schwedische Kronprinzessin Victoria Schirmherrin der Schwedischen Handelskammer in Deutschland. Im Jahr 2003 wurde der schwedische Unternehmenspreis zum ersten Mal von der Kronprinzessin, dies zusammen mit der Schwedischen Handelskammer in Deutschland, Business Sweden und der schwedischen Botschaft in Berlin, verliehen.

## Der Schwedische Unternehmenspreis
Seit 2003 wird der Schwedische Unternehmenspreis in Deutschland von der Schwedischen Handelskammer und Business Sweden in Zusammenarbeit mit der Schwedischen Botschaft vergeben. Schwedische Unternehmen, die erfolgreich in Deutschland Wurzeln geschlagen haben, haben gute Chancen auf den Preis, der in drei Kategorien vergeben wird: Großunternehmen, mittelständische Unternehmen und Newcomer auf dem deutschen Markt.

## Geschichte
Zu Beginn des Jahres 1959 äußerten „schwedische Kreise den Wunsch […], eine nationale schwedische Institution in Düsseldorf zur Förderung des schwedischen Exportes zu schaffen“. Für Generalkonsul Ragnar Dyberg war dies Grund genug, mit Nachdruck und in Zusammenarbeit mit der Deutsch-Schwedischen Handelskammer in Stockholm ein Konzept für eine neue, lokal verankerte Kammer auszuarbeiten.
Am 26. Juni 1959 wurde die Schwedische Handelskammer in der Bundesrepublik Deutschland auf einer konstituierenden Versammlung in Stockholm gegründet.
Stellvertretender Vorsitzender war zum Zeitpunkt der Gründung Generalkonsul Julius Hagander; zum Geschäftsführenden Vorstand wurden Ragnar Dyberg, Vizekonsul Lars Frisk und Direktor K.A. Hedin ernannt, die kurze Zeit später von Hauptgeschäftsführer Bo Lindnér und dem weiteren Geschäftsführer Tore Falk abgelöst wurden. Die Arbeit der Kammer wurde offiziell am 1. September 1959 aufgenommen, die Eintragung in das Vereinsregister des Amtsgerichts Düsseldorf erfolgte am 16. September.

### Mitglieder Jahr 1959
- Skogsindustrierna, Verband der Schwedischen Forstindustrie (Stockholm, Schweden)
- SKF GmbH (Schweinfurt, Deutschland)
- Skandinaviska Enskilda Banken (Stockholm, Schweden)
- Scania AB (Södertälje, Schweden)
- Scandinavian Airlines System Direktion Deutschland (Frankfurt am Main, Deutschland)
- Sandvik Holding GmbH (Düsseldorf, Deutschland)
- Messe Frankfurt GmbH (Frankfurt am Main, Deutschland)
- LKAB Schwedenerz GmbH (Essen, Deutschland)
- Böhler-Uddeholm Deutschland GmbH (Düsseldorf, Deutschland)
- Atlas Copco Holding GmbH (Essen, Deutschland)
- Alfa Laval AB (Lund, Schweden)

### 50 Jahr in Deutschland
Im Jahr 2009 feierte die Schwedische Handelskammer ihr 50-jähriges Jubiläum. Unter anderem das schwedische Königspaar hat an der Feier teilgenommen.